# Walla Walla, Washington
Walla Walla är administrativ huvudort i Walla Walla County i delstaten Washington i USA. Vid 2020 års folkräkning hade Walla Walla 34 060 invånare.